# 薛岳故居
薛岳故居，位于中国广东省韶关市乐昌市九峰镇小坪石村，为乐昌市的一个市级文物保护单位，类型为近现代重要史迹及代表性建筑，公布时间为2005年9月1日。
薛岳故居的历史年代为民国。